# Мирный (Серпуховский район)
Ми́рный — посёлок в городском округе Серпухов Московской области (до 30 декабря 2018 года — в Серпуховском районе, входил в состав Дашковского сельского поселения..

## География
Посёлок расположен в центральной части муниципалитета, в 1,3 км к юго-востоку от Серпухова (от Борисовского шоссе по Окскому шоссе — 3 км), фактически в городской черте, является протуберанцем города. В полукилометре к востоку от Мирного протекает река Речма. Посёлок стоит в 600 метрах к северу от озера Малое Лютце и в 930 метрах от озера Лютце, в 1200 метрах на северо-восток от озера Павленского. С севера Мирный обрамляет Посадский лес.
Посёлок включает улицы: Дружбы, Комсомольскую, Механизаторов, Заборьевский переезд.
На территории посёлка имеется пруд.

## История
Основан в 1958 году.
До муниципальной реформы 2002 года входил в состав Калиновского сельского округа.

## Население
| 2002 | 2006 | 2010 | 2015 |
| ---- | ---- | ---- | ---- |
| 759  | ↗858 | ↘838 | ↘801 |

Население около 800 человек (второе место по численности населения после Райсемёновского в Дашковском поселении, одиннадцатое место в районе).

## Экономика
На территории посёлка расположены ЗАО «Керамзит», ООО «Мастерпак», компания «Окские вешенки», ООО «Русбент», ООО «Маржана», к югу — сельскохозяйственные поля ОАО «Дашковка», озеро Лютце — первый в Подмосковье аквакультурный участок, отданный под пастбищное рыбоводство, платная рыбалка. Имеются два продовольственных магазина, филиал Детской школы искусств, библиотека (фонд 7000 книг), дом культуры (построен в 1961 году, зрительный зал на 100 посадочных мест), амбулатория, детский сад (на 60 мест, построен в 1973 году), котельная, очистные сооружения.

## Транспорт
С Серпуховом посёлок Мирный связывает автобус (маршрут № 38). Ежедневно совершается 15 рейсов. От поселка до железнодорожной станции «Серпухов» автобус следует 26 минут.

## Связь
Несмотря на близкое расположение к Серпухову, в посёлке отсутствует волоконно-оптическая линия связи. Интернет-услуги предоставляют два оператора на ограниченной скорости. В Мирном доступна мобильная связь от всех крупнейших операторов, но качество связи нельзя назвать безупречным. Населенный пункт обеспечен стационарной телефонной связью, которую предоставляют два оператора.

## Достопримечательности
- Памятник Герою Советского Союза Николаю Михайловичу Севрюкову.[9]
- Геологический памятник[10] — карьер Заборье[11] (Серпуховской ярус)
- Памятник венгерским военнопленным II мировой войны[12]
- Озеро Лютце с рыбачьим комплексом[13]

## Фотогалерея

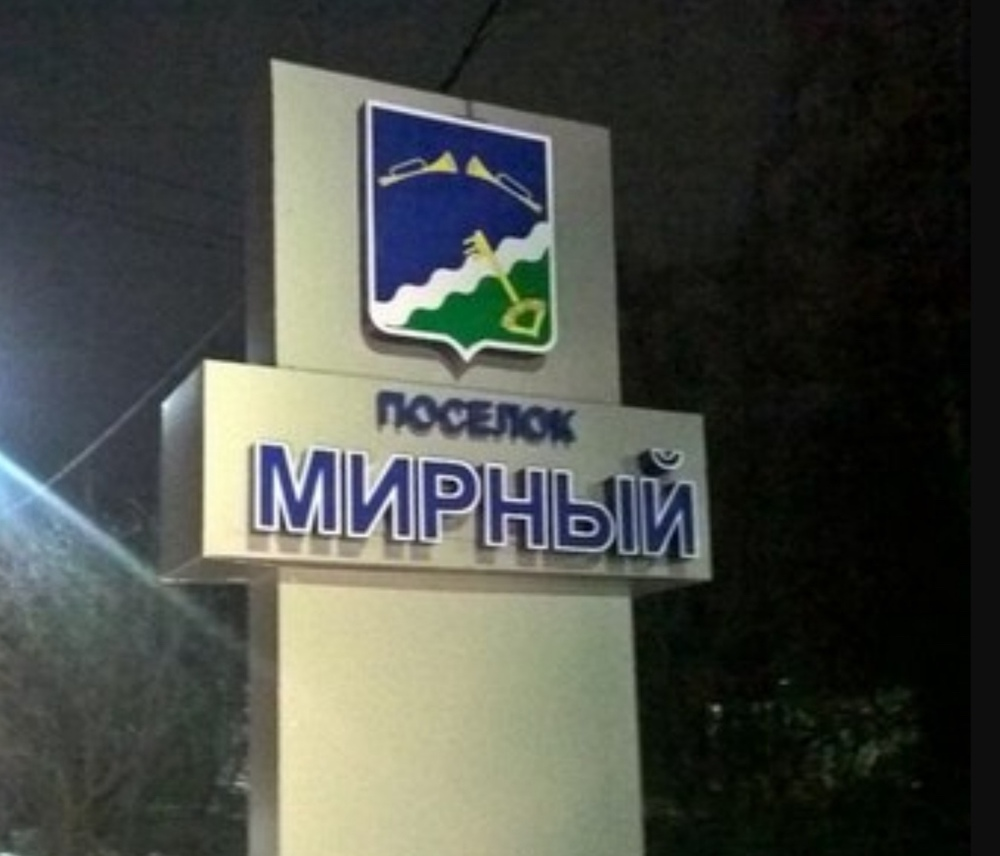
Стела при въезде в посёлок
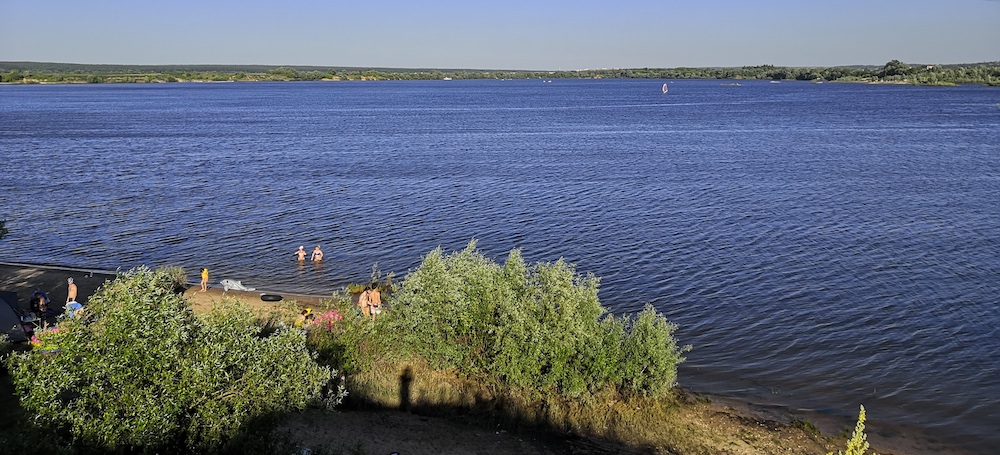
Павленское (Цимлянское) озеро
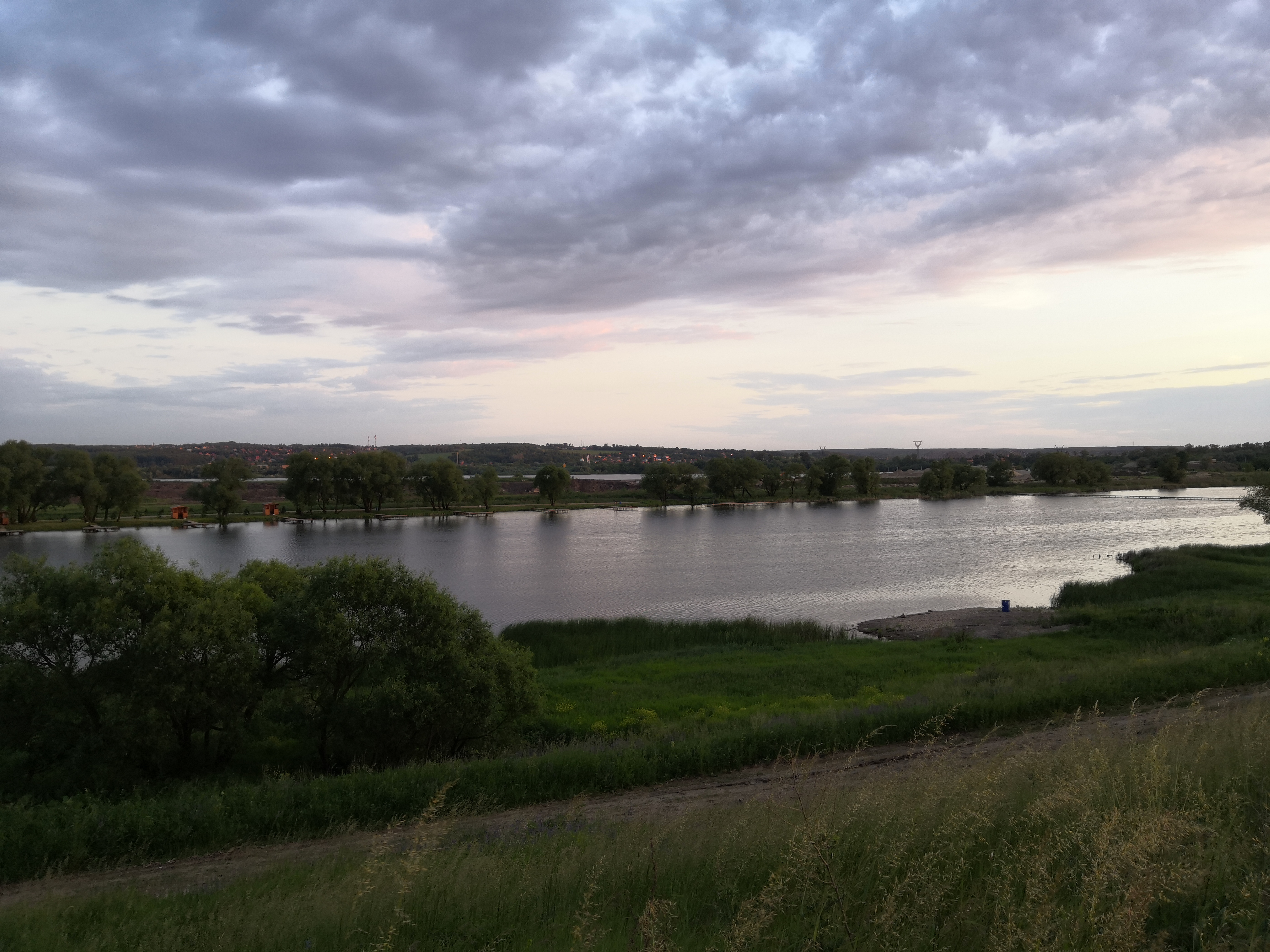
Озеро Лютце — аквакультурный участок
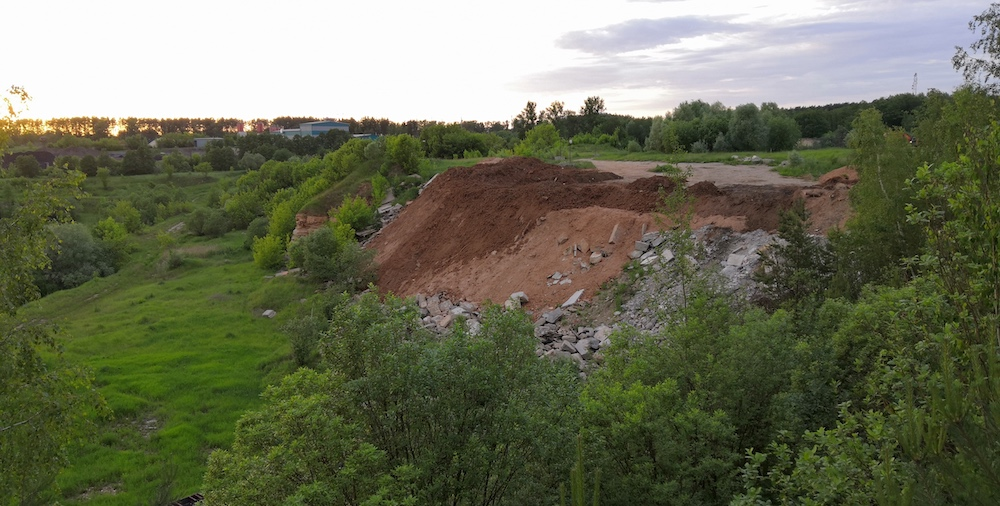
Карьер Заборье (памятник геологии)
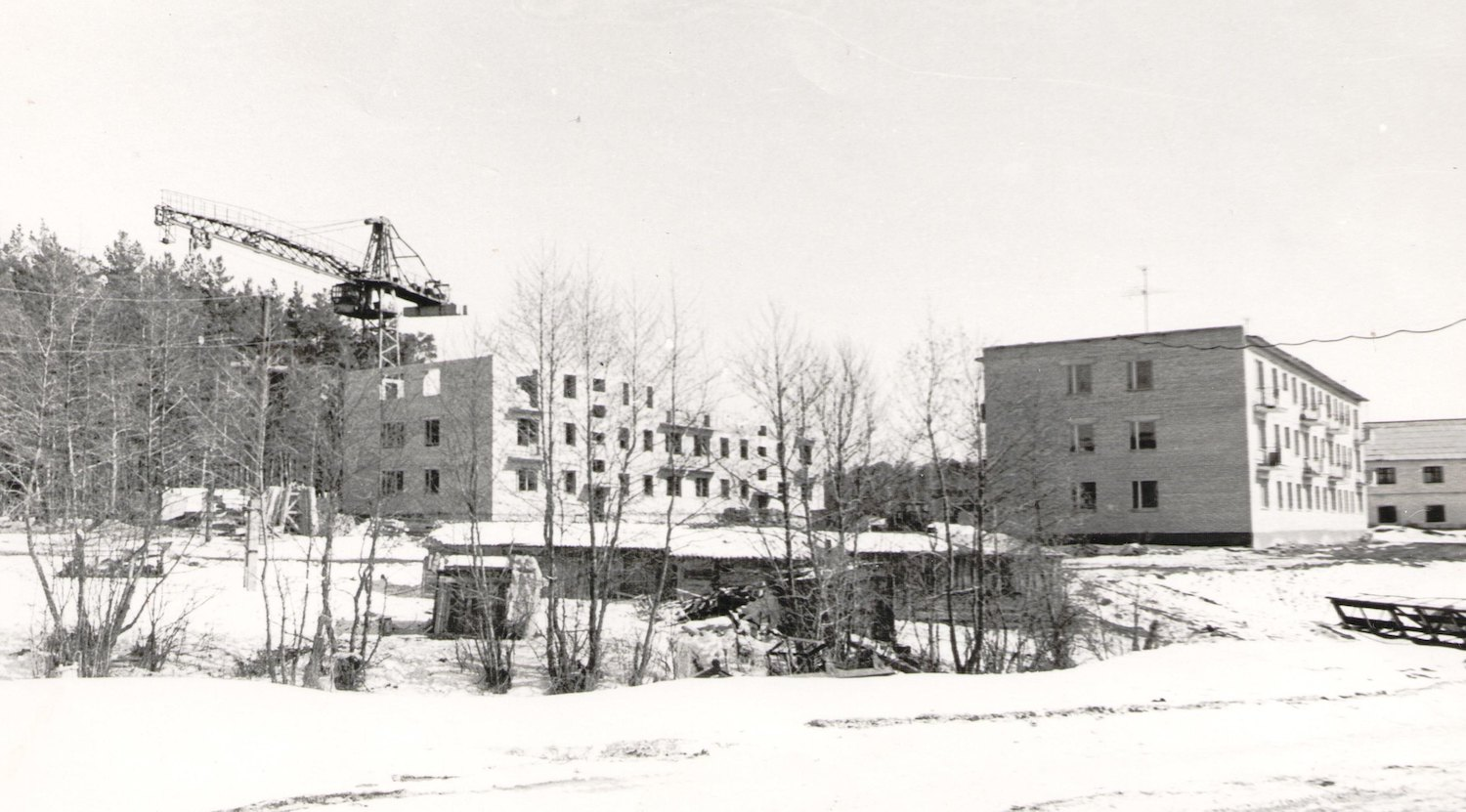
Строительство жилья на ул. Дружбы (1973—1974 годы)
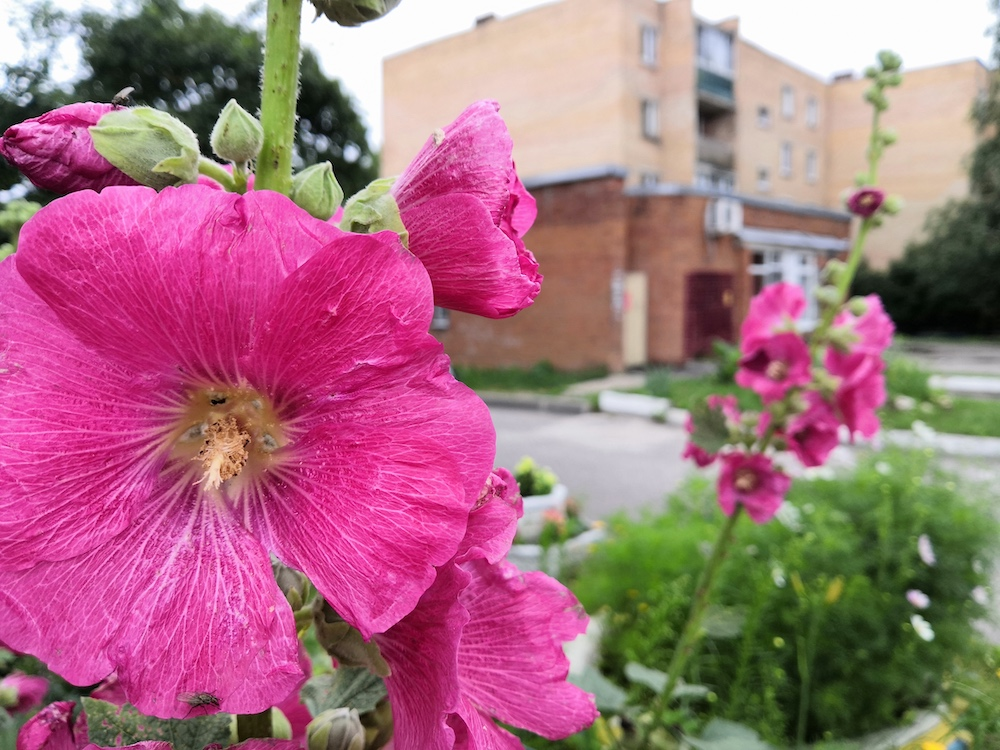
Улица Комсомольская
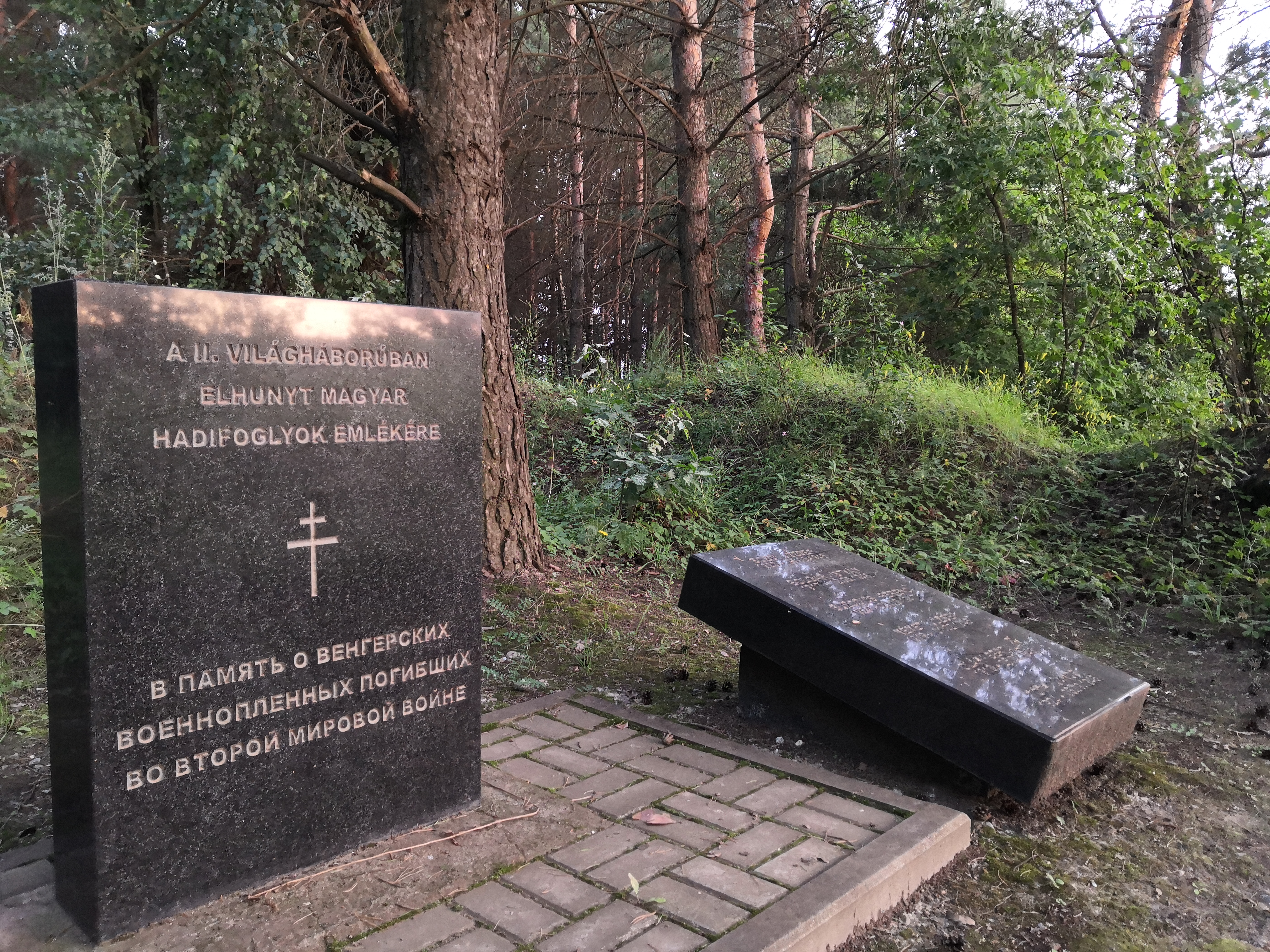
Памятник венгерским военнопленным близ Мирного
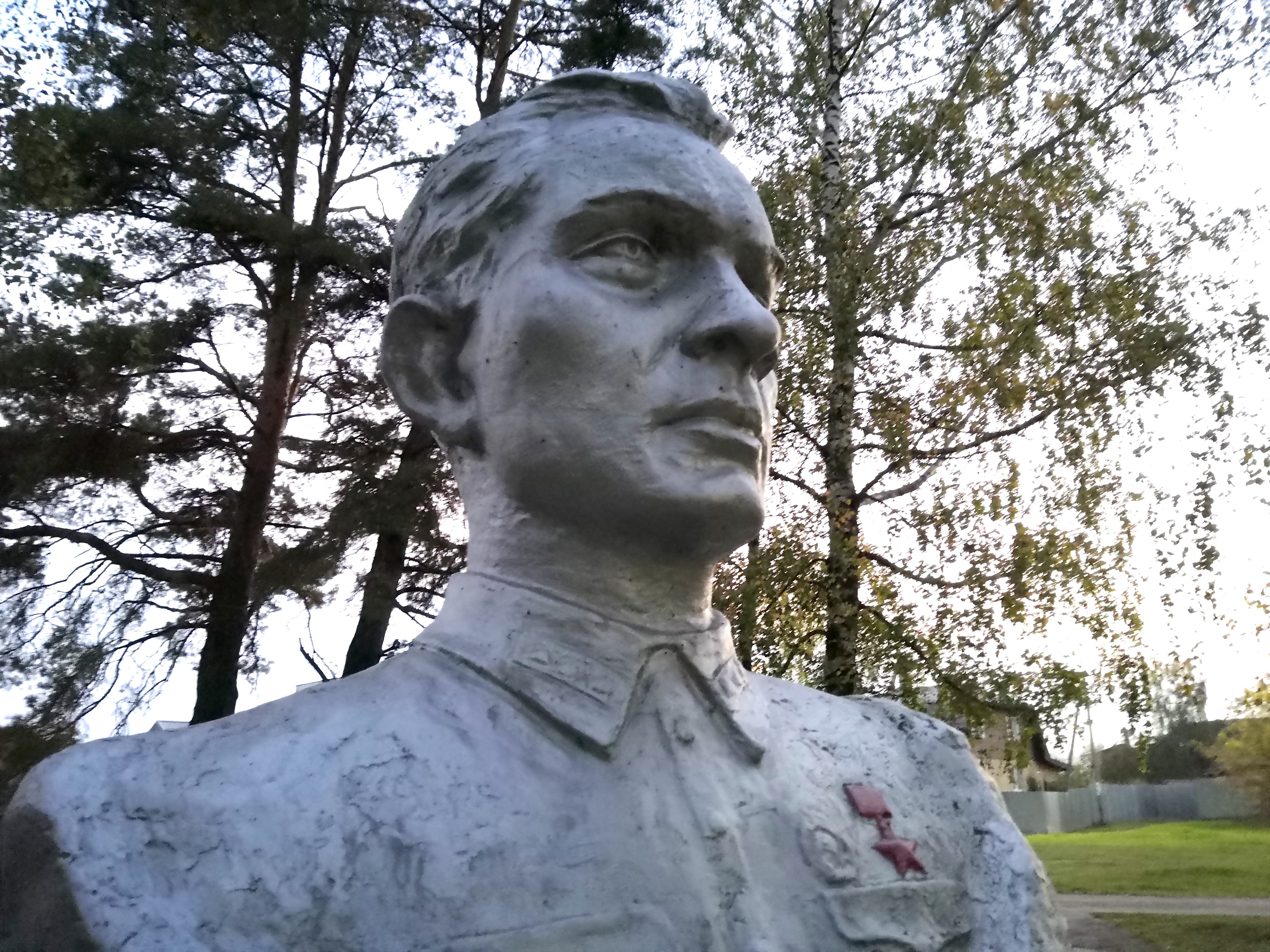
Бюст Героя Советского Союза Николая Севрюкова
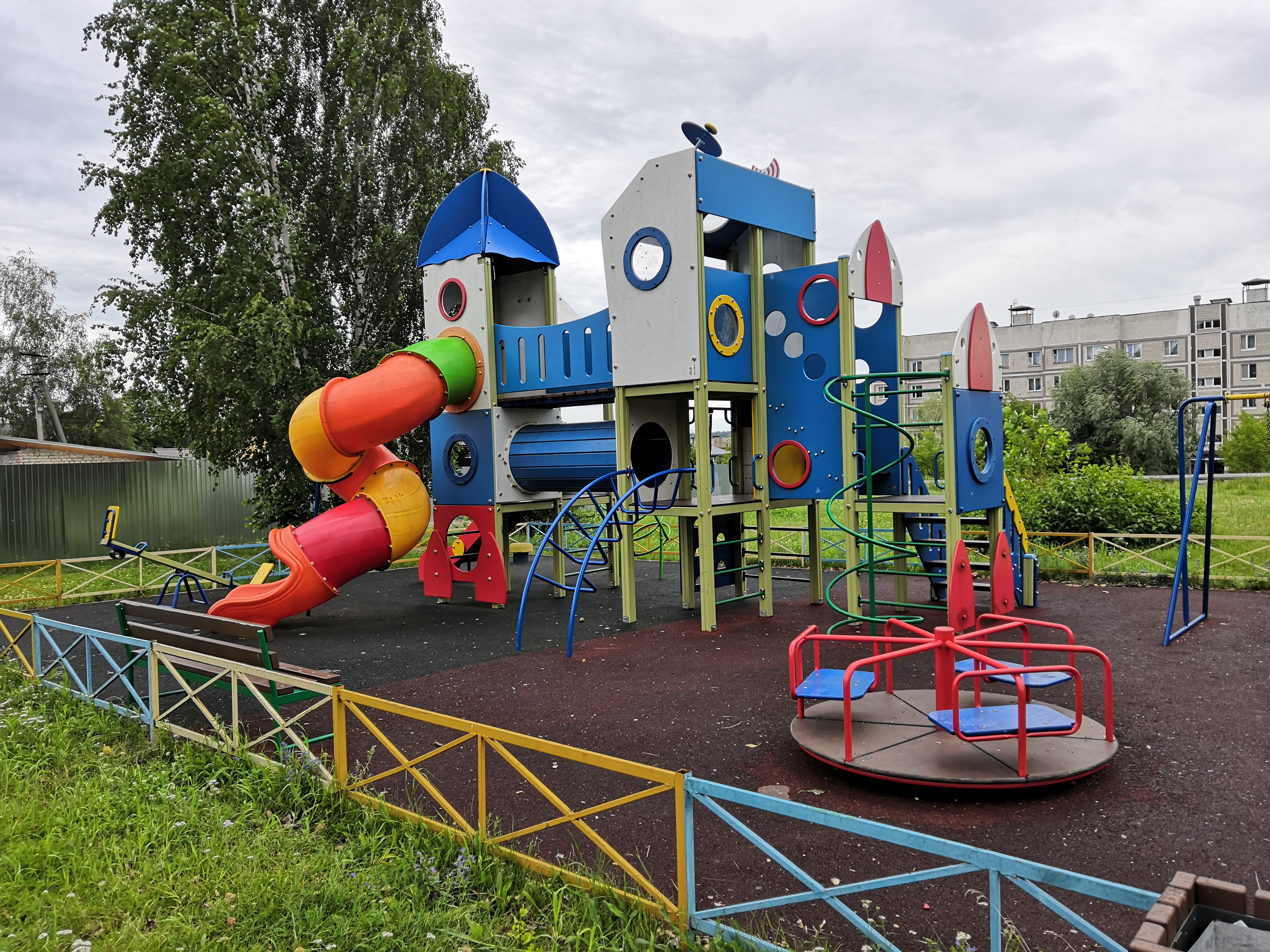
Детская площадка на улице Дружбы в Мирном